# Mistrzostwa Azji w Maratonie 1998
Mistrzostwa Azji w Maratonie 1998 – zawody lekkoatletyczne na dystansie maratońskim, które odbyły się 8 lutego 1998 w Ayutthaya w Tajlandii.
Były to szóste odrębne mistrzostwa Azji w maratonie, we wcześniejszych latach trzykrotnie (1973, 1975 oraz 1985) konkurencję tę rozgrywano w ramach mistrzostw Azji w lekkoatletyce.

## Rezultaty

### Mężczyźni
| Konkurencja:    | 1. miejsce       | Rezultat | 2. miejsce    | Rezultat | 3. miejsce  | Rezultat |
| Bieg maratoński | Kenichi Kawakubo | 2:20:03  | Koji Koyanagi | 2:24:51  | Vijay Singh | 2:27:19  |

### Kobiety
| Konkurencja:    | 1. miejsce | Rezultat | 2. miejsce        | Rezultat | 3. miejsce      | Rezultat |
| Bieg maratoński | Tian Mei   | 2:46:47  | Vally Sathyabhama | 3:06:07  | Indiresh Dhiraj | 3:19:21  |